# Babhnipair
Babhnipair fou una pargana que constituïa un estat feudatari d'Oudh al tahsil de Utraula, districte de Gonda a Oudh. Limitava al nord amb les parganes Mankapur i Burhsupira; a l'est amb el districte de Basti a les Províncies del Nord-oest; i a l'oest amb la pargana Nawabganj. la superfície era de 173 km² (65% cultivats) i la població el 1881 de 36.405 habitants (91% hindús) repartits en 141 pobles.
Els rages de Babhnipair, descendien dels antics rages kalhan de Khurasa; la família als seus millors temps va dominar els districtes de Gonda i Gorakhpur; al final de la dinastia de Khurasa, i segons la llei successòria dels bramans, quan un raja moria amb la seva filla la família s'extingia però es va fer una excepció amb la jove rani vídua i al cap d'uns mesos va donar llum a un fill que va rebre un petit estat que abraçava Babhnipair, Burhapara, Rasulpur, Ghaus, i altres pobles. El sobirà paixtu de Utraula va aconseguir apoderar-se de part d'aquestos territoris i només els va restar als kalhan la pargana de Babhnipair. Aquesta pargana estava força poblada excepte un territori de jungla a la vora del riu Bisuhi, al nord-est; el terreny era pla. A la pargana destacava el santuari de Chhipia com a lloc de culte religiós.